# Танатос
Танат или Танатос (грч. θάνατος) је име бога смрти у грчкој митологији, којег је родила богиња ноћи Њукта са богом таме Еребом, када је Хрон преотео власт од Урана.
Овај термин данас означава и нагон смрти, чије име је изведено управо од имена овог грчког бога смрти. Људи су се често плашили Хада сматрајући га богом смрти, али то је грешка, бог смрти је Танатос. Његов брат је Хипнос, бог спавања. Древни грци су повезали Хипноса и Таноса јер су сан сматрали као малу смрт. Сан се сматра једним обликом одвајања различитих облика свести, тј. психе од тела у циљу регенерације и припреме за нови дан, док смрт има сличну улогу на крају животног циклуса.
Танатос је повезан са Мојрама, богињама усуда и помаже  да се испуни судбина коју су мојре одредиле за сваког смртника. Он је неумољив и немилосрдан, али праведан и благ, за разлику од његових сестара Кера које су носитељке насилних смрти. Његов задатак је да на дан смрти дође до особе, узме јој душу и отпрати је у подземни свет Хад, где јој се суди према томе како је извршила своју судбинску улогу. 
У грчкој митологији Танос се најчешће приказује као старији брадати човек са крилима. Честа сцена у којој се појављује је сцена из Илијаде где он и његов брат Хипнос носе тело Сарпедона.
Орфичка химна Танатосу: 
Послушај ме, о Танате, чије безгранично царство 
досеже свуда до свих смртних бића!
О теби трајање нама додељеног века овиси,
тако да га твоје одсуство продужава, а твоја присутност завршава.
Твој вечни сан зауставља мноштво живота,
а из њих душа тежи привучена, према телу
које сви поседују, какве год биле године и пол,
јер нико не може побећи твом моћном уништавајућем замаху.
Чак ни младост не може у теби тражити милост.
Жестоко и снажно, шаљеш јој преурањену смрт.
Ти познајеш границе њених физичких улога,
Ти имаш повластицу пресуде која ослобађа
и не постоји умеће ни преклињање које би се могло наметнути твом бесу
Нити би завети опозвали твоју накану.
О снаго благословљена, чуј моју усрдну молбу,
и продужи до зреле доби људско постојање.